# Sobolewskia
Sobolewskia là chi thực vật có hoa trong họ Cải.